# Aneme Wake jezik
Aneme Wake jezik (abie, abia; ISO 639-3: aby), jedan od pet yareba jezika, transnovogvinejska porodica, kojim govori 650 ljudi (1990 SIL) s obje strane planina Owen Stanley Range u provincijama Oro i Central i uz rječice Foasi i Domara, Papua Nova Gvineja.
Jezik ima nekoliko dijalekata: mori, buniabura, auwaka, jari i doma. U upotrebi su i jezici motu i yareba.

## Vanjske poveznice
- Ethnologue (14th)
- Ethnologue (15th)